# Kadoma-minami (métro d'Osaka)
Kadoma-minami (門真南駅, Kadoma-minami-eki) est une station du métro d'Osaka sur la ligne Nagahori Tsurumi-ryokuchi, située dans la ville de Kadoma dans la préfecture d'Osaka.

## Situation sur le réseau
La station Kadoma-minami marque le terminus est de la ligne Nagahori Tsurumi-ryokuchi.

## Histoire
La station a été inaugurée le 29 août 1997.

## Services aux voyageurs

### Accès et accueil
La station est ouverte tous les jours.

### Desserte
- Ligne Nagahori Tsurumi-ryokuchi :
  - voies 1 et 2 : direction Taisho

## Dans les environs
- Namihaya Dome
- Mitsushima jinja (ja), où l'on peut voir l'arbre le plus gros de la préfecture d'Osaka